# Montmédy

Montmédy este o comună în departamentul Meuse din nord-estul Franței. În 2010 avea o populație de 2.359 de locuitori.

## Evoluția populației
| An        | 1975  | 1982  | 1990  | 1999  | 2006  | 2010  |
| --------- | ----- | ----- | ----- | ----- | ----- | ----- |
| Populație | 2.250 | 2.024 | 1.943 | 2.260 | 2.233 | 2.359 |